# The Beatles: Восемь дней в неделю
«Битлз: Восемь дней в неделю — Годы гастролей» (англ. The Beatles: Eight Days a Week – The Touring Years) — документальный фильм американского режиссёра Рона Ховарда посвящённый гастрольной деятельности «Битлз» в период с 1962 по 1966 годы, от их выступлений в ливерпульском Cavern Club до последнего концерта в Сан-Франциско.
Фильм вышел в ограниченный прокат 15 сентября 2016 года, после чего стал доступен на стриминговом сервисе Hulu (17 сентября). Лента стала лауреатом нескольких престижных наград, в том числе приза за лучший музыкальный фильм на 59-й церемонии «Грэмми», а также премию за лучший документальный проект на 69-й церемонии вручения Primetime Creative Arts Emmy Awards.

## Производство
Фильм был снят в сотрудничестве с оставшимися участниками группы The Beatles Полом Маккартни и Ринго Старром, а также вдовами почивших битлов — Йоко Оно и Оливией Харрисон. Помимо режиссуры, Рон Ховард также выступил исполнительным продюсером проекта, наряду с Брайаном Грейзером, Найджелом Синклером, Марком Амброузом и Скоттом Паскуччи. Написанный Марком Монро сценарий был отредактирован Полом Краудером.
В преддверии релиза фильмы было объявлено, что он будет включать 30 минут видеохроники снятой во время концерта группы на стадионе Ши 1965 года. Съёмками этого выступления занималась компания Ed Sullivan Productions, годом позже оно транслировалось по телевидению под названием The Beatles at Shea Stadium. Программа из 11 песен, первоначально была снята на 35-миллиметровую плёнку, её отреставрировали с помощью цифрового оборудования в разрешении 4K специально для этого документального проекта. Ремастерингом звука материала занимался Джайлз Мартин, сыном продюсера The Beatles Джорджа Мартина.

## Выпуск
4 мая 2016 года компания Hulu объявила об ограниченном кинопроекте ленте, в рамках анонса коллекции запланированной документальных фильмов (Hulu Documentary Films collection) . Премьера фильма состоялась 15 сентября, двумя днями позже он стал доступен на самой стриминговой платформе.
Кассовые сборы фильма в Северной Америке составили 2,9 миллиона долларов. В первые выходные лента заработала 785 336 долларов в 85 кинотеатрах. Общемировые сборы превысили 12,3 миллиона долларов, включая 1,4 миллиона в Великобритании.

## Отзывы критиков
На сайте-агрегаторе Rotten Tomatoes рейтинг фильма составляет 96 % на основе 103 рецензий со средней оценкой 7,9 из 10. Консенсус сайта гласит: «Мы любим их, да, да, и ещё раз да — и с такими архивными кадрами „Битлз: Восемь дней в неделю“ не может быть плохим [фильмом]». На сайте Metacritic, который высчитывает средний рейтинг рецензий профильных СМИ, оценка ленты составляет 72 из 100 (основываясь на 22 обзорах), что приравнивается к «в целом положительному» статусу.

### Награды
| Год  | Награда                                         | Категория                                                  | Номинант                                                         | Результат | Ссылка        |
| ---- | ----------------------------------------------- | ---------------------------------------------------------- | ---------------------------------------------------------------- | --------- | ------------- |
| 2016 | Премия «Выбор критиков» за документальный фильм | Лучший режиссёр                                            | Рон Ховард                                                       | Номинация | [ 11 ] [ 12 ] |
| 2016 | Премия «Выбор критиков» за документальный фильм | Лучший музыкальный документальный фильм                    | The Beatles: Eight Days a Week                                   | Победа    | [ 11 ] [ 12 ] |
| 2017 | 59-я церемония «Грэмми»                         | Лучший музыкальный фильм                                   | The Beatles: Eight Days a Week                                   | Победа    | [ 13 ]        |
| 2017 | 70-я церемония премии BAFTA                     | Лучший документальный фильм                                | The Beatles: Eight Days a Week                                   | Номинация | [ 14 ]        |
| 2017 | 21-я церемония премии «Спутник»                 | Лучший документальный фильм                                | The Beatles: Eight Days a Week                                   | Номинация | [ 15 ]        |
| 2017 | Австралийская ассоциация кинокритиков           | Лучший документальный фильм (австралийский или зарубежный) | The Beatles: Eight Days a Week                                   | Номинация | [ 16 ]        |
| 2017 | 69-я церемония прайм-таймовой премии «Эмми»     | Лучший документальный фильм или нон-фикшн-программа        | The Beatles: Eight Days a Week                                   | Номинация |               |
| 2017 | 69-я церемония прайм-таймовой премии «Эмми»     | Лучший сценарий для нон-фикшн-программы                    | Марк Монро                                                       | Номинация |               |
| 2017 | 69-я церемония прайм-таймовой премии «Эмми»     | Лучшая редактура сценария нон-фикшн-программы              | Пол Краудер                                                      | Номинация |               |
| 2017 | 69-я церемония прайм-таймовой премии «Эмми»     | Лучшая звукорежиссура для нон-фикшн-программы              | Джон Майклс, Харрисон Мейл, Дэн Кеньон, Уилл Дигби, Мелисса Муик | Победа    |               |
| 2017 | 69-я церемония прайм-таймовой премии «Эмми»     | Лучшее микширование звука для нон-фикшн-программы          | Крис Дженкинс, Кэмерон Фрэнкли, Нэйтан Эванс, Сэм О’Келл         | Победа    |               |

## Музыкальный альбом
Расширенная, ремикшированная и обновленная версия альбома 1977 года The Beatles at the Hollywood Bowl была выпущена 9 сентября 2016 года, что совпало с выходом фильма.

## Судебная тяжба
12 сентября 2016 года представители Сида Бернштейна (промоутера концерта) подали в суд на Apple Corps. и Subafilms Ltd. предъявляя права собственности на основные записи этого мероприятия. Хотя авторские права на песни не оспаривались, в обращении утверждалось, что сами отснятые материалы принадлежат Sid Bernstein Presents, LLC, компании, представляющей интересы Бернштейна (скончавшегося в 2013 году). Исцы требовали наложить судебный запрет на использование в фильме отснятого материала. В качестве основания утверждалось, что владельцем плёнок являлся Бернштейн так как «он был продюсером и внес творческий вклад в концерт на стадионе Ши, а также был работодателем The Beatles по найму и артистов, выступающих на разогреве, привлекая их за свой счёт». Перед этим компания подавала заявку в Бюро авторского права США, чтобы получить право собственности на отснятый материал, однако её запросы были отклонены.
Пол Ликалси, юрист Apple Corps., назвал судебный процесс «несерьёзным», сославшись на соглашение Бернштейна с группой по поводу прав на экранизацию, а также на тот факт, что сам продюсер никогда не предъявлял претензий при жизни.